# Efferia clementei
Efferia clementei är en tvåvingeart som först beskrevs av Wilcox och Martin 1945.  Efferia clementei ingår i släktet Efferia och familjen rovflugor.
Artens utbredningsområde är Kalifornien. Inga underarter finns listade i Catalogue of Life.